# MR-800

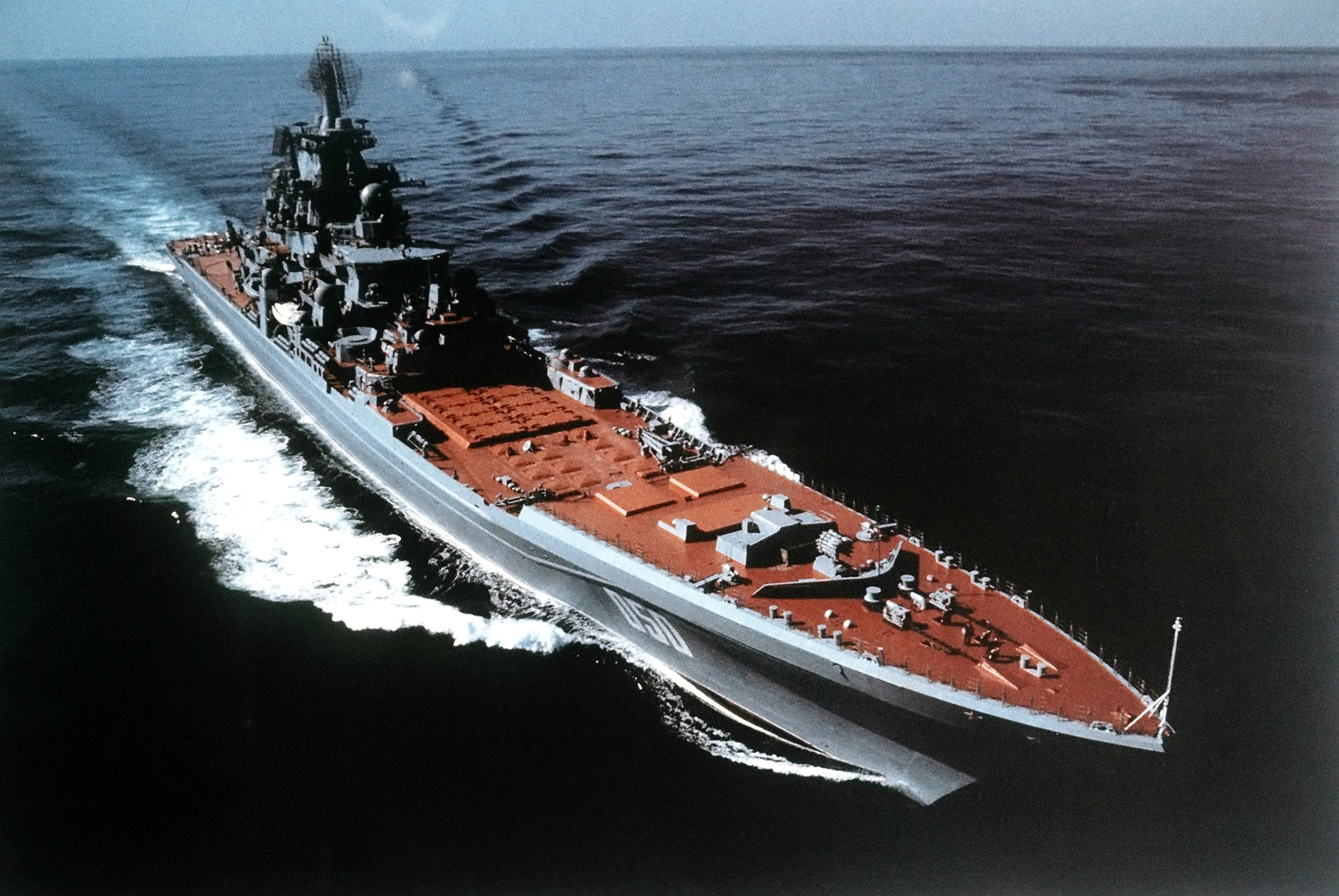
키로프급 순양함에도 MR-800이 탑재되어 있다.

MR800은 러시아가 개발한 해상 레이더로, 미사일 순양함에 탑재되어 사용된다. NATO 코드명은 'Top Pair'다. 1960년대에 개발된 3차원 대공 레이더다.

### 레이다 탐지거리
- 최대 탐지거리 : 370km
- 최대 탐지고도 : 30km
- 전투기 : 260km
- 개발시기 : 1960년대

## 같이 보기
- FCS-3
- AN/SPY-1
- SMART-L
- SAMPSON
- 키로프급 미사일 순양함